# Jiří David (atlet)
Jiří David (16. února 1923 Brno – 19. června 1997 Brno) byl československý sportovec, atlet, jehož specializací byly sprinty. Později se věnoval žurnalistice.
S atletikou začínal v Brně, nejdříve v oddíle VS Brno, po jeho zrušení německými okupanty přešel do Moravské Slavie. V roce 1946 získal na mistrovství Evropy v norském Oslo bronzovou medaili v běhu na 200 metrů v čase 21,9. Druhý bronz vybojoval také ve štafetě na 4 × 100 metrů společně s Mirko Paráčkem, Leopoldem Lázničkou a Miroslavem Řihoškem.
Na letních olympijských hrách v roce 1952 v Helsinkách reprezentoval na čtvrtce. Jeho cesta však skončila již v rozběhu, kde dosáhl času 49,1. Ve finále štafety na 4 × 100 metrů doběhlo československé kvarteto na šestém místě.
Jeho žena Olga Modrachová (1930–1995) se rovněž věnovala atletice.